# 北京市第五中学通州校区
39°55′54″N 116°41′38″E / 39.931693°N 116.693927°E
北京市第五中学通州校区是一家教育部门主办的完全中学，位于北京市通州区永顺镇通州新城0204街区。
校区始建于2015年，2018年8月31日启用。启用时，原龙旺庄中学并入。